# 빅토리아 폰 헤센다름슈타트 대공녀
헤센 대공녀 빅토리아(Victoria Alberta Elisabeth Mathilde Marie von Hessen-Darmstadt, 1863년 4월 5일 ~ 1950년 9월 24일)는 독일 헤센 대공 가문의 일원이다. 아버지는 헤센의 대공인 루트비히 4세 폰 헤센 대공, 어머니는 영국의 앨리스 공주이다. 어머니 앨리스 공주가 디프테리아로 일찍 사망한 뒤 장녀로서 실질적으로 가정을 이끌었다. 당숙이자 영국 해군인 바텐베르크 공자 루이와 결혼하여 2남 2녀를 낳았다. 세계 대전 이후 영국 내에서 독일계 왕족들에 대한 비난 여론이 높아지자 남편과 함께 독일의 작위들(헤센 대공녀, 바텐베르크 공비)을 버리고 ‘바텐베르크’를 영국식으로 변형한 ‘마운트배튼(Mountbatten)’이라는 성씨와 밀포드 헤이븐 후작 및 후작 부인의 작위를 얻었다. 엘리자베스 2세의 부군 에든버러 공작 필립의 외조모이다.

## 생애

### 가족관계
빅토리아는 빅토리아 여왕의 둘째딸이었던 앨리스 공주와 훗날 헤센의 대공 루트비히 4세가 되는 루트비히 공의 큰딸로 태어났다. 빅토리아는 외할머니인 빅토리아 여왕의 사랑을 많이 받은 손녀였는데, 빅토리아 여왕의 친손, 외손들 중 처음으로 영국에서 태어난 아이였기에 더욱더 특별했다. 빅토리아 여왕의 후손이었기에 빅토리아는 영국 국왕, 독일 황제, 작센코부르크고타 공작, 그리스 왕비, 노르웨이 왕비, 스웨덴 왕세자비, 루마니아 왕비, 스페인 왕비의 사촌이기도 했다.
아버지 루트비히 공은 헤센 대공 루트비히 2세의 손자이자 루트비히 3세의 조카였다. 하지만 루트비히 3세에게서 후손이 없자 그가 추정계승자가 된것이다. 아버지의 고모는 러시아의 알렉산드르 2세의 황후였던 마리야 알렉산드로브나였다.
빅토리아의 여동생 엘리자베트 대공녀는 러시아의 세르게이 알렉산드로비치 대공과 결혼해서 러시아의 옐리자베타 표도로브나 대공비가 되었다. 둘째 동생인 이레네는 이종 사촌인 독일의 하인리히 왕자와 결혼했다. 셋째 동생 에른스트 루트비히는 아버지의 뒤를 이어서 헤센의 대공이 된다. 그리고 막내 동생이었던 알릭스는 러시아의 니콜라이 2세와 결혼해서 러시아의 마지막 황후인 알렉산드라 표도로브나 황후가 된다.

### 어린 시절
빅토리아의 어린시절이 끝난것은 어머니의 죽음 때문이었다. 1878년 헤센 대공가족은 디프테리아에 감염되었다. 아이들 중 둘째였던 엘리자베트만이 감염이 되지 않아서 할머니집으로 피신했고, 앨리스 대공비 역시 감염되지 않았다. 하지만 나머지 아이들과 대공도 감염이 되었다. 온가족을 돌봤던 앨리스 대공비는 결국 자신도 디프테리아에 감염되었고, 막내딸이 디프테리아로 죽은 지 4주 후에 사망했다.
이 사건으로 장녀였던 빅토리아는 어린 동생들과 홀로된 아버지를 돌봐야 했다. 그녀는 헤센 대공의 궁정에서 가장 높은 지위의 여성이었기에 아버지를 보좌해서 궁정을 이끌 의무도 있었다. 이 때문에 딸이 죽은 후 외손들의 교육에 신경을 쓰던 빅토리아 여왕은 빅토리아에게 딸에게 조언하듯이 이런저런 편지를 보냈고, 빅토리아 역시 외할머니를 친할머니처럼 의지했다. 이때문에 빅토리아 여왕과 헤센의 빅토리아는 할머니-외손녀 관계라기 보다는 어머니-딸과 같은 관계가 된다.

### 결혼
헤센의 빅토리아는 오촌이었던 바텐베르크 공자 루이와 결혼했다. 그는 아버지의 사촌이었지만, 루트비히의 어머니는 왕족이 아닌 귀족 출신이었으며, 이 때문에 그에게는 헤센 대공가의 계승권이 없었다. 어린 시절부터 영국 해군으로 복무한 그는 잘생긴 외모의 바람둥이였으며, 빅토리아와 사랑에 빠질 당시 막 스캔들로부터 벗어난 상태였다.
둘의 결혼에 대해 빅토리아의 아버지는 반대했다. 재산도 없고, 신분도 낮은 남자와 결혼하는 것이 못마땅한 것이었다. 하지만 일찍부터 궁정을 이끈 경험이 있던 빅토리아는 무척 독립적인 여성이었고 아버지의 반대를 그다지 심각하게 생각하지 않았다. 대신 외할머니인 빅토리아 여왕의 반대는 무척이나 심각하게 생각했다. 여왕은 빅토리아가 아직 어린 동생들을 더 돌봐야 한다고 생각했고, 그러기 위해서는 독일을 떠나서는 안 된다고 여겼다. 만약 루트비히와 결혼한다면 빅토리아는 영국에서 살아야 했기에 여왕은 반대한 것이다. 빅토리아는 결혼해도 가족을 돌볼 수 있다고 외할머니를 설득했으며, 결국 결혼 허락을 받았다. 하지만 좀더 생각해 보라는 의미로 1년의 약혼기간이 주어졌다. 부부는 2남 2녀를 두었다. 
영국에서 루이라는 이름으로 불린 루트비히는 영국 해군으로 무척이나 뛰어난 인물이었다. 그는 평생 바다를 사랑했으며, 항구를 돌아다니면서 수많은 여성들과 연애 이야기가 있었다. 하지만 그는 빅토리아와 결혼한 후 전형적인 빅토리아 시대의 남편이 되었다. 빅토리아와 루이는 둘다 책을 많이 읽고 여러개의 언어를 했으며, 지식이 풍부했다는 공통점을 가지고 있었다. 하지만 둘의 성격은 너무나 달랐다. 루이는 귀천상혼한 가문 출신으로 신분상승 욕구에 억매여져 있었으며 자신을 드러내길 좋아하는 성품이긴 했지만 그는 과묵했으며 생각이 깊고 말을 함부로 하지 않았기에 군복을 잘 갖춰입고 훈장을 다는 것으로 자신을 드러냈다. 반면 빅토리아는 어린시절부터 궁정을 이끌었던 경험 때문에 매우 독립적이었으며, 허례허식을 싫어했지만, 대신 수다스러웠다. 둘의 아들인 루이 마운트배튼 경은 후에 자신의 형제들에 대해서 조지와 앨리스는 과묵한 아버지를 닮았으며, 루이즈와 자신은 수다스러웠던 어머니를 닮았다고 이야기한다.

### 1차 세계 대전
빅토리아는 1차 세계대전이 일어나면서 많은 변화를 겪었다. 먼저 영국에 불어닥친 반 독일 정서 때문에 빅토리아의 남편인 루이는 평생 몸담아 왔던 해군에서 물러나야 했으며, 심지어 독일 왕족 지위를 버리고 영국식 성과 귀족 작위를 택해야만 했다. 빅토리아는 이 때 스스로의 권리로 "헤센의 빅토리아 대공녀"라는 칭호를 쓸 수 있었지만 이를 거부하고 남편과 마찬가지로 귀족 칭호인 '밀포드헤이븐 후작부인 빅토리아 마운트배튼' 이 되었다.
1차대전 중 가장 큰 사건은 러시아 황실 가족의 죽음이었다. 빅토리아의 여동생 알릭스와 엘리자베트는 모두 모두 볼셰비키에 의해 살해당했으며 빅토리아는 이 사실에 큰 슬픔에 빠졌다.

### 말년
1차 대전이 끝난 후 빅토리아의 남편인 루이 경은 복직되었다. 하지만 일을 시작하기 직전 심장마비로 사망했고, 빅토리아는 딸 루이즈와 함께 켄징턴 궁전에서 살았다. 이후 빅토리아는 아픈 딸 앨리스를 돌보거나, 외손자인 필리포스 왕자의 교육에도 관여하면서 평온한 삶을 살았다. 빅토리아는 외손자가 영국의 왕위계승자와 결혼하는 것을 지켜봤으며, 외손자의 아들이자 후계자가 될 찰스의 탄생도 보았다.
1950년 9월 24일 빅토리아는 사망했다. 그녀는 와이트 섬의 윕핑햄에 있는 교회에 남편 곁에 묻혔다.

## 자녀
| 사진 | 이름   | 생일            | 사망                  | 기타                                              |
| ---- | ------ | --------------- | --------------------- | ------------------------------------------------- |
|      | 앨리스 | 1885년 2월 25일 | 1969년 12월 5일(84세) | 그리스와 덴마크의 왕자 안드레아스와 결혼, 1남 4녀 |
|      | 루이즈 | 1889년 7월 13일 | 1965년 3월 5일(75세)  | 스웨덴 구스타프 6세 아돌프와 결혼, 자녀 없음      |
|      | 조지   | 1892년 12월 6일 | 1938년 4월 8일(45세)  | 나데이다 미하일로브나 데 토르비와 결혼, 1남 1녀   |
|      | 루이   | 1900년 6월 25일 | 1979년 8월 27일(79세) | 에드위나 애슐리와 결혼, 2녀                       |

## 참고 문헌
- Alice : Princess Andrew of Greece, Hugo Vickers (2001)